# Stigliatura

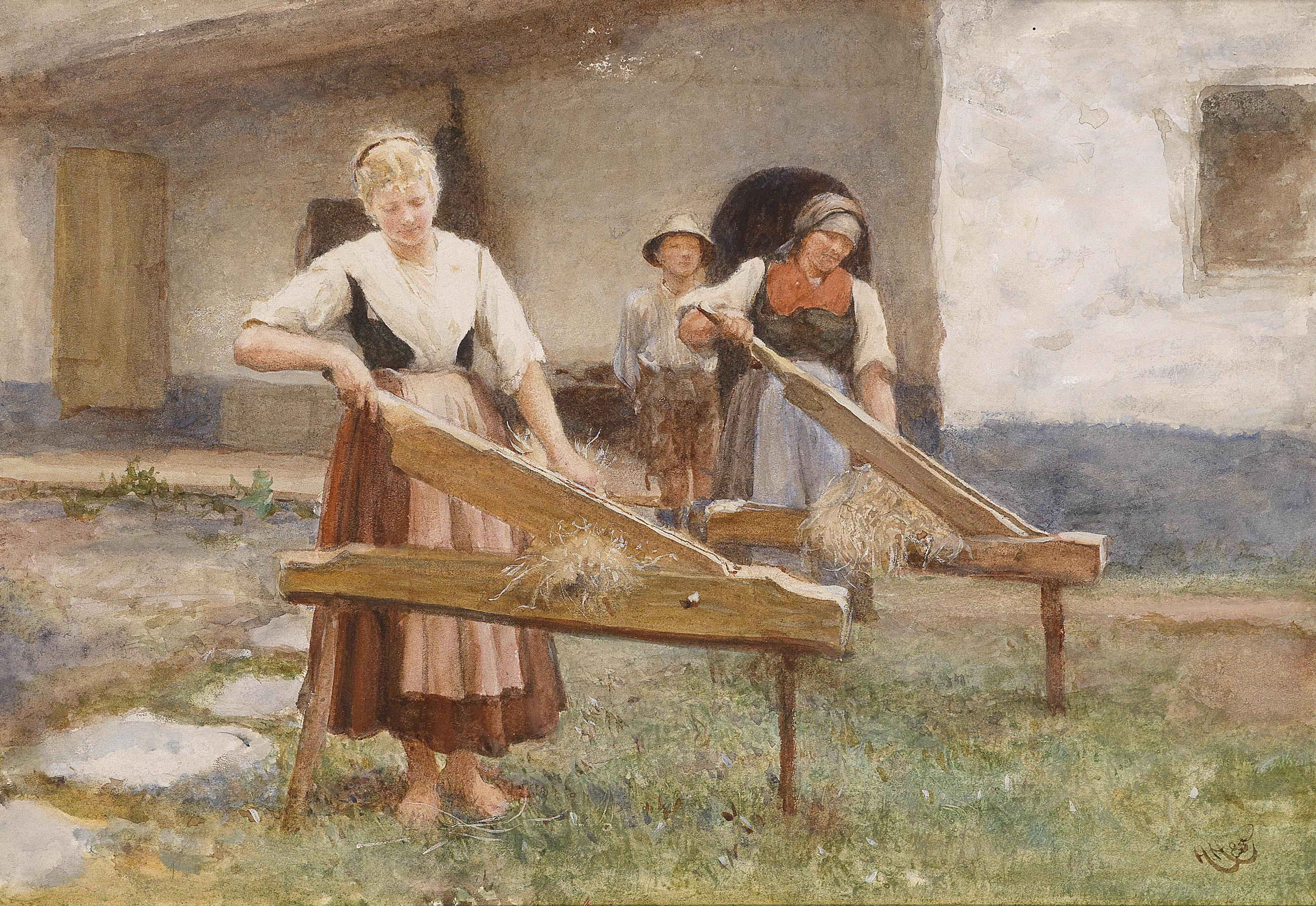
Stigliatura a mano (acquerello su carta di Hubert von Herkomer, 1885).

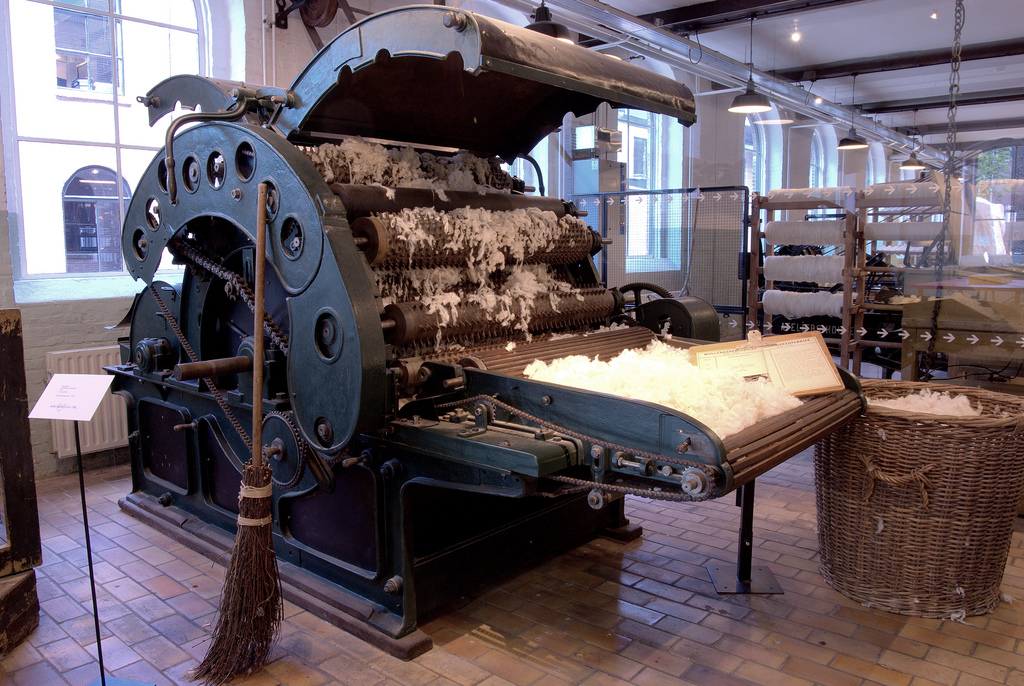
Macchina per stigliatura

La stigliatura è un passaggio della preparazione alla filatura, atto a liberare le fibre della canapa, del lino o di altre fibre librose dagli steli. Consiste nello spezzare il nucleo legnoso degli steli, dopo la macerazione, per poi separare le fibre librose (tiglio) dagli steli legnosi (o canapuli).
La stigliatura si divide in tre operazioni successive: la scavezzatura, per operare una prima spezzettatura degli steli legnosi; la maciullatura, per ridurre a piccoli pezzi le parti legnose; la scotolatura, per separare le fibre dalle parti legnose.
La macchina per la stigliatura è detta stigliatrice. È composta essenzialmente di cilindri scanalati affiancati, rotanti, che piegano ripetutamente gli steli e separano i canapuli dalle fibre.